# Clervaux
Clervaux (luxemburguès Klierf, alemany Clerf) és una comuna i vila al nord de Luxemburg, capital administrativa del cantó de Clervaux.
EL 2005, la vila de Clervaux, situada al nord de la comuna, tenia 1.037 habitants.

## Fusió de comunes
L'1 de gener de 2012, la ciutat de Clervaux comprenia les viles de Clervaux (seu), Eselborn, Reuler, Urspelt i Weicherdange, es va fusionar amb els municipis de Heinerscheid i Munshausen.

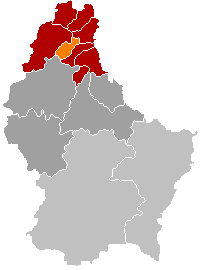
Clervaux abans de 2012
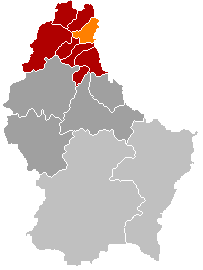
Heinerscheid
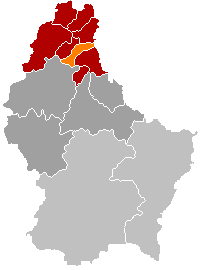
Munshausen
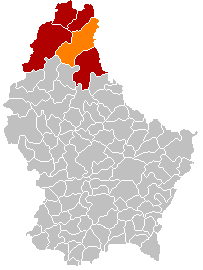
Clervaux el 2012

Actualment les viles de la comuna són:
- Clervaux (seu)
- Drauffelt
- Eselborn
- Fischbach
- Grindhausen
- Heinerscheid
- Hupperdange
- Kalborn
- Lieler
- Marnach
- Munshausen
- Reuler
- Roder
- Siebenaler
- Urspelt
- Weicherdange
- Mecher

## Població
| Nacionalitat   | Població | %      |
| -------------- | -------- | ------ |
| Luxemburguesos | 1.242    | 69,35% |
| Forasters      | 549      | 30,65% |
| - Portuguesos  | 215      | 12,00% |
| - Francesos    | 47       | 2,62%  |
| - Italians     | 8        | 0,45%  |
| - Belgues      | 82       | 4,58%  |
| - Alemanys     | 24       | 1,34%  |
| - Iugoslaus    | 83       | 4,63%  |
| - Altres       | 90       | 5,03%  |

## Evolució demogràfica
| Any        | Població |
| ---------- | -------- |
| 15/02/2001 | 1.791    |
| 01/01/2002 | 1.801    |
| 01/01/2003 | 1.807    |
| 01/01/2004 | 1.796    |
| 01/01/2005 | 1.810    |

## Punts d'interès
- The Family of Man, una famosa exhibició de fotos recollides per Edward Steichen són exposades permanentment al castell de Clervaux.

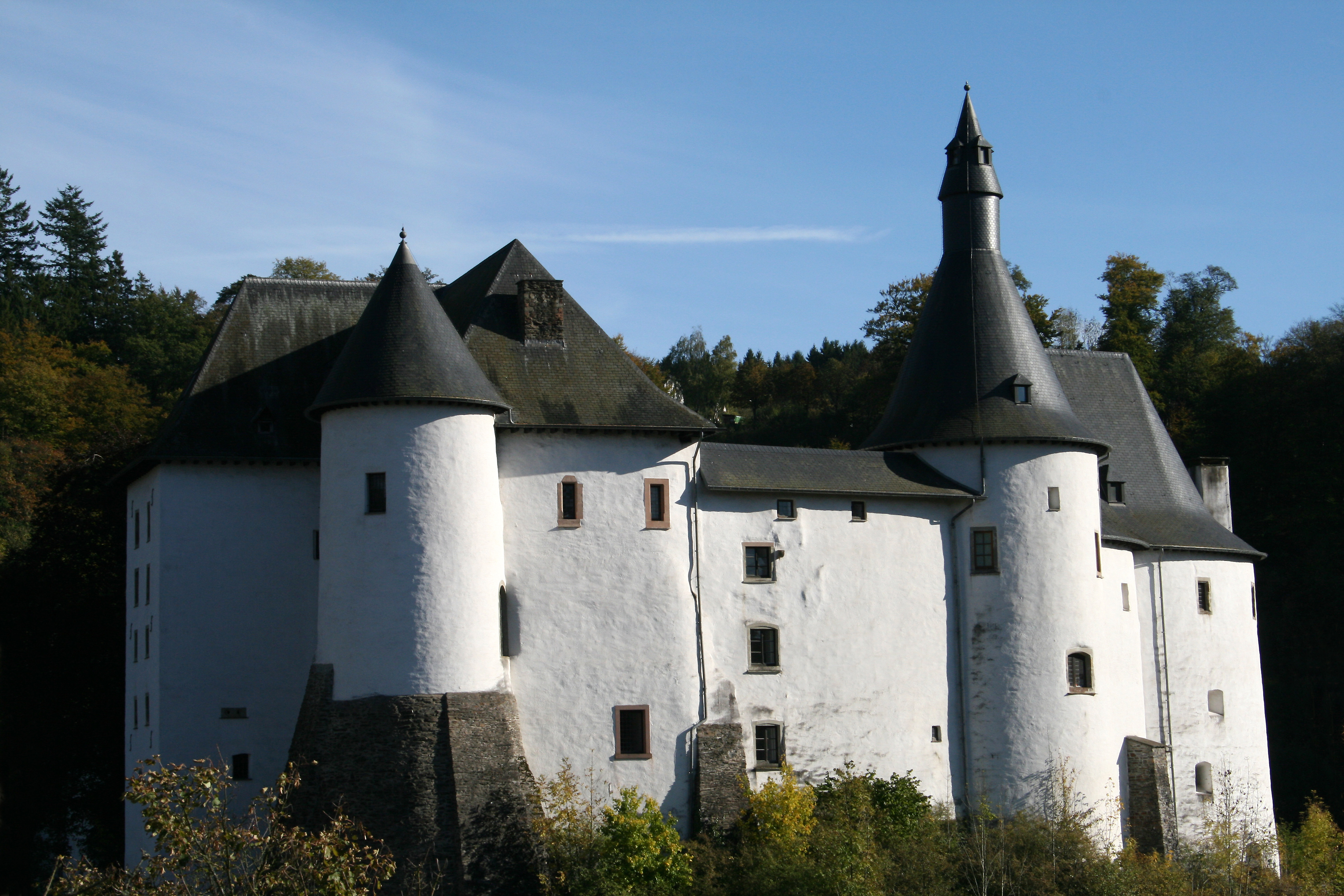
Castell de Clervaux
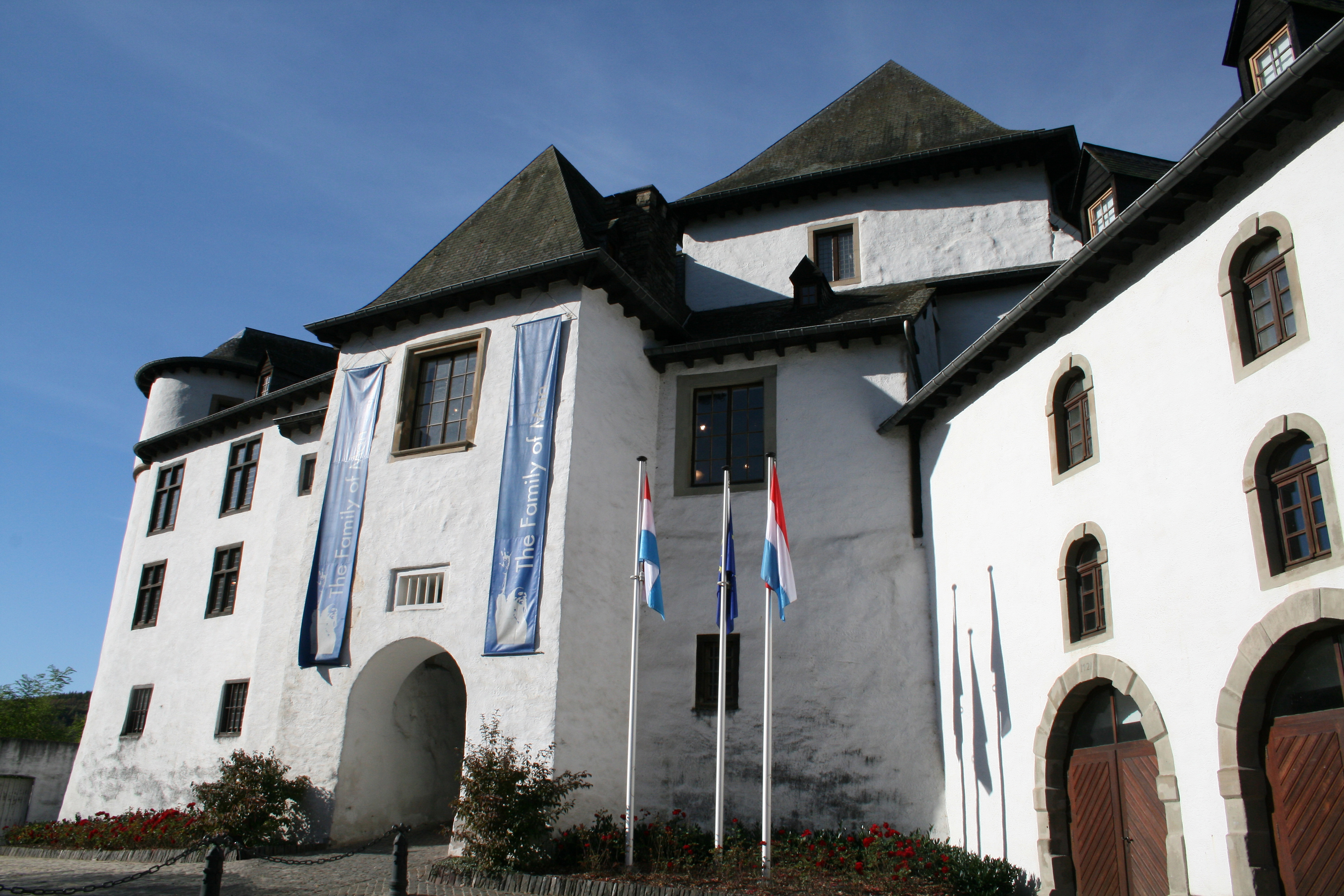
Castell de Clervaux
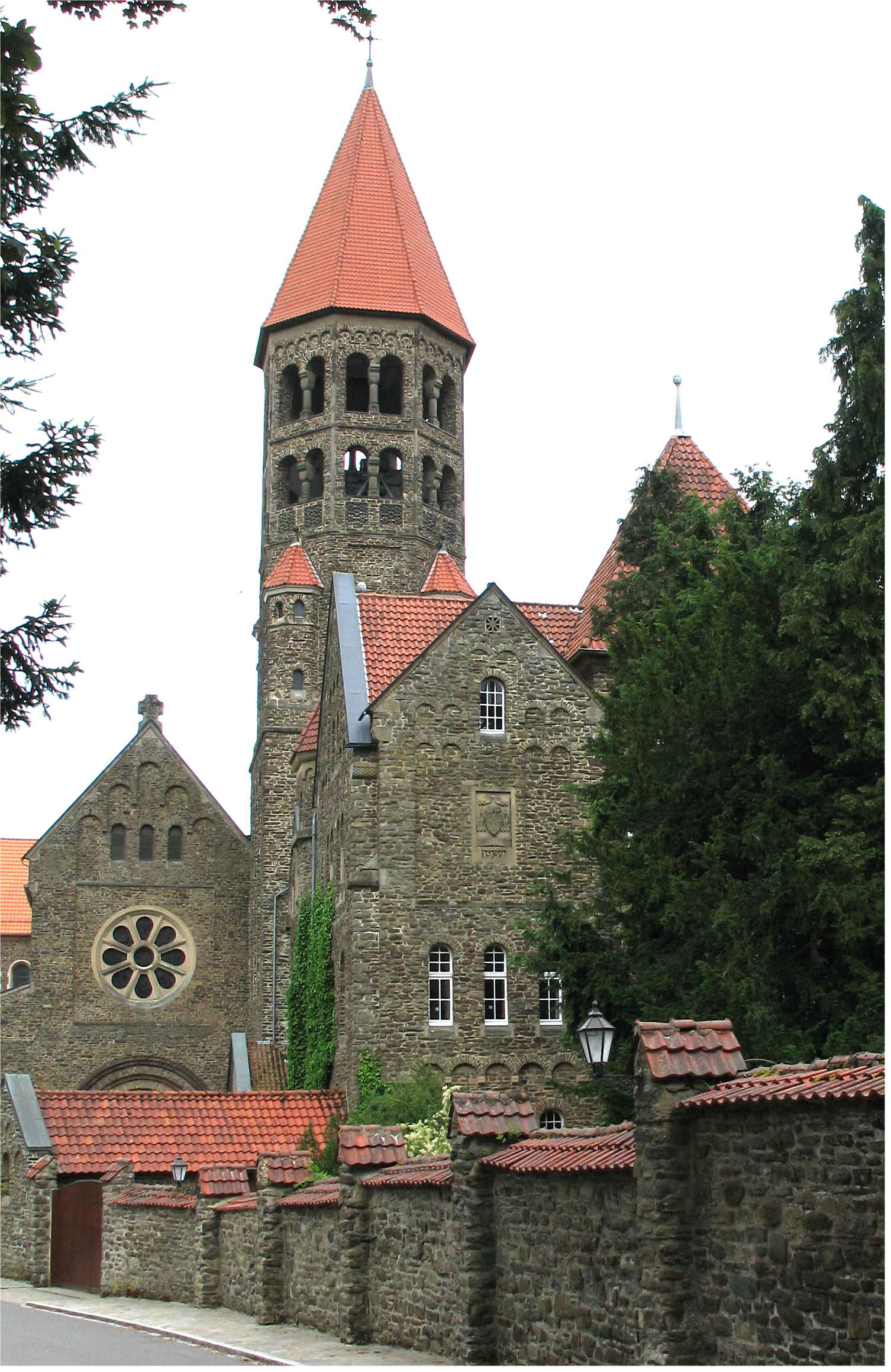
Abadia benedictina
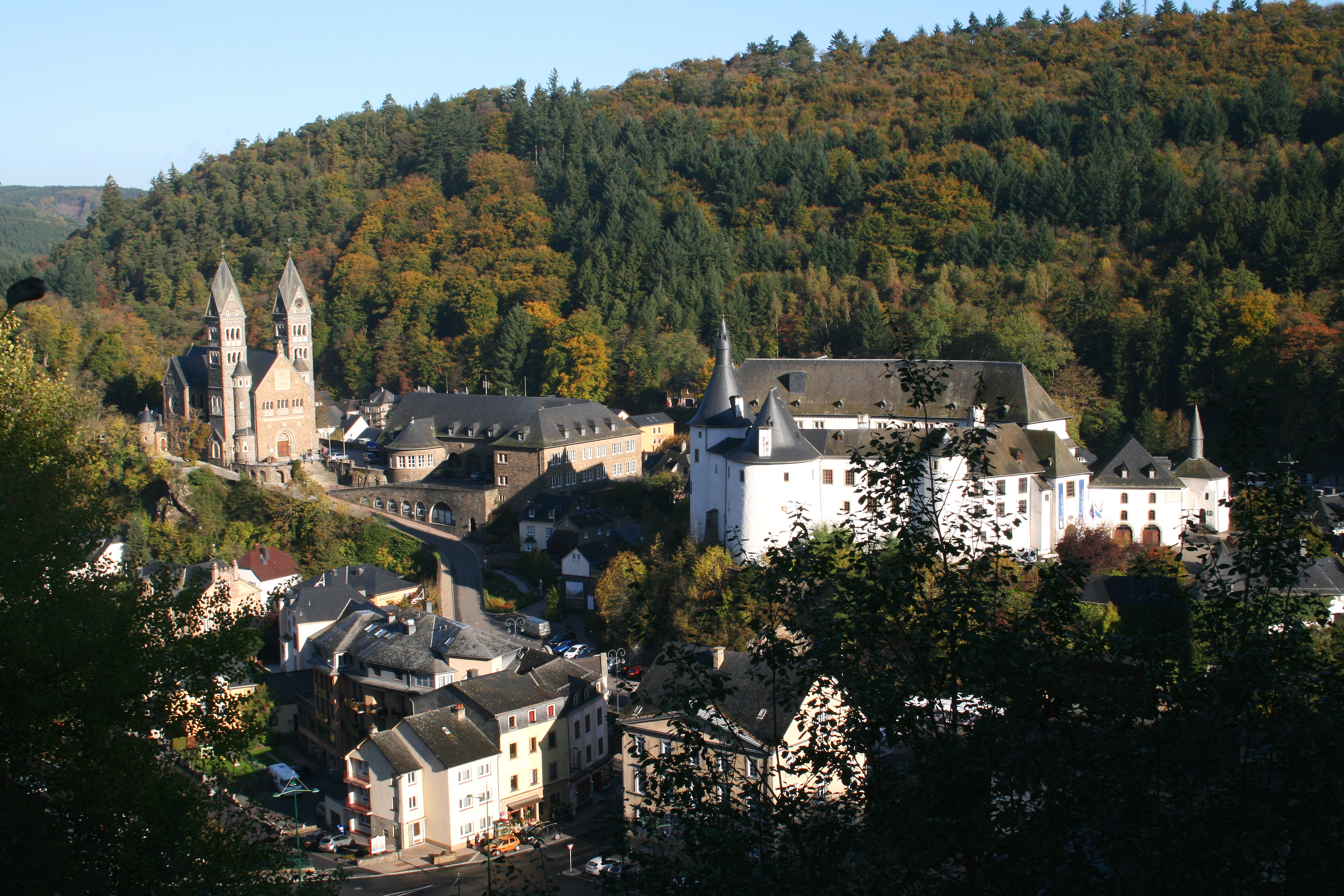
La vila de Clervaux